# Charles F. Dolan School of Business
Die Charles F. Dolan School of Business ist eine Business School, die sowohl Graduate- als auch Undergraduate-Business-Programme anbietet. Die Charles F. Dolan School of Business ist Teil der jesuitischen Fairfield University in Fairfield, Connecticut und nach den Standards der Association to Advance Collegiate Schools of Business (AACSB) akkreditiert. Die Charles F. Dolan School of Business ist bekannt für innovative Lehrmethoden, ein sehr günstiges Betreuungsverhältnis und eine sehr gute Praktikavermittlung, speziell in die Großbanken der Wall Street. Die Business School ist nach Charles F. Dolan (1926–2024), dem Gründer von HBO und Vorstandsvorsitzendem von Cablevision benannt, der der Fairfield University im Jahr 2000 25 Millionen US-Dollar spendete.

## Studiengänge
An der Charles F. Dolan School of Business kann sowohl der Bachelor als auch der Master in verschiedenen Bereichen der Wirtschaftswissenschaften erworben werden.
- Undergraduate Programs
  - Bachelor of Science in Accounting
  - Bachelor of Science in Finance
  - Bachelor of Science in Information Systems
  - Bachelor of Science in International Business
  - Bachelor of Science in Management
  - Bachelor of Science in Marketing
- Graduate Programs
  - Master of Business Administration
  - Master of Science in Accounting
  - Master of Science in Finance
  - Master of Science in Taxation
  - Certificate Programs for Advanced Study